# Bupleurum nordmannianum
Bupleurum nordmannianum är en flockblommig växtart som beskrevs av Benedict Balansa och Pierre Edmond Boissier. Bupleurum nordmannianum ingår i släktet harörter, och familjen flockblommiga växter. Inga underarter finns listade i Catalogue of Life.